# El Guarda de Salou
El Guarda de Salou és un monument del municipi de les Masies de Roda (Osona) inclòs en l'Inventari del Patrimoni Arquitectònic Català.

## Descripció
Edificació industrial a quatre vents, orientada al sud, de planta baixa i un sol pis, formada per tres cossos, un central i dos laterals. Els dos cossos laterals són iguals, de planta rectangular, un sol eix, coberta a dues aigües amb el carener perpendicular a la façana principal. A la planta baixa presenta una finestra d'arc escarser i a sobre un balcó d'ampit motllurat i sostingut per dues grans mènsules, i un ull de bou sota la teulada.
El cos central és de planta rectangular, cobert a doble vessant amb el carener paral·lel a la façana, distribuïda en cinc eixos. L'eix de l'edifici està format per una porta d'arc escarser protegida per una barbacana tornapuntejada, a la qual s'hi accedeix per una escala amb barana de balustres de pedra, i per una finestra quadrada al primer pis. Els altres eixos estan formats per una finestra quadrada a la planta baixa i al primer pis.

## Història
Forma part de les habitatges construïdes amb relació a la colònia Salou-Baurier. Quan la fàbrica funcionava, el guarda estava instal·lat a una casa que hi ha a l'entrada, al costat del pont. Al deixar de funcionar la fàbrica s'abandonà l'antiga casa del guarda i se cedí al pantà de Sau, mentre que el guarda de la finca s'ha traslladat a aquesta casa, que abans era habitada pels treballadors de la fàbrica.